# Przylaski (województwo pomorskie)
Przylaski (dodatkowa nazwa w j. kaszub. Przëlôsczi; niem. Glashütte) – osada w Polsce, położona w województwie pomorskim, w powiecie bytowskim, w gminie Czarna Dąbrówka, w kaszubskim obszarze kulturowym. Wchodzi w skład sołectwa Jasień.
W latach 1975–1998 osada administracyjnie należała do województwa słupskiego.